# Formica macrocephala
Formica macrocephala är en myrart som beskrevs av Oswald Heer 1850. Formica macrocephala ingår i släktet Formica och familjen myror. Inga underarter finns listade i Catalogue of Life.